# Гейл Дамероу
Гейл Дамероу (англ. Gail Damerow; нар. 1944) — американська письменниця та експертка з птахівництва. Народившись у штаті Колорадо, вона провела своє доросле життя в різних штатах, зокрема на Алясці, у Каліфорнії та, зрештою, у Теннессі, де оселилася на фермі зі своїм чоловіком у 1982 році. Дамероу приділяла багато часу розведенню сільськогосподарських тварин і написанню матеріалів про сільське господарство, фермерство тощо, які публікувала в журналах та у вигляді книг із 1970-х до 2020-х років.

## Молодість і освіта
Дамероу народилася 29 лютого 1944 року в Денвері, штат Колорадо.  Вона закінчила Університет Аризони з відзнакою, здобувши ступінь з математики. The scoop on ice cream.</ref> 

## Кар'єра
Дамероу провела частину свого раннього дорослого життя на Алясці, де у 1966 році на Різдво отримала в подарунок морозильну камеру для морозива. Згодом їй придбали виробник морозива та книгу рецептів для цього пристрою. Брак детальних рецептів для техніки став основою для її майбутньої книги на цю тему. Вона переїхала до округу Сонома, Каліфорнія, а згодом оселилася в Теннессі.  
Як авторка, Дамероу написала книги про тваринництво, садівництво, загальне сільське господарство та продаж споживчих товарів. Вона також викладала уроки письма та навчання ремеслу письменництва у Технологічному університеті Теннессі. Крім того, Дамероу працювала консультанткою з маркетингу та написала кілька сотень статей для різних журналів. Вона була авторкою щомісячної колонки у виданні Dairy Goat Journal і створювала рецепти їжі, які продавала різним виробникам продуктів.  Бонні Пауелл з Grist описала її як «Сезара Міллана» у сфері птахівництва. Пауелл також зазначила, що найвідомішою та найуспішнішою працею Дамероу є Storey's Guide to Raising Chickens, яку вважають «основою для всього, що стосується курей». {{cite news}}: Порожнє посилання на джерело (довідка)</ref>

## Особисте життя
Під час подорожі Каліфорнією Дамероу познайомилася зі своїм майбутнім чоловіком Алланом Дамероу, і разом вони вирішили вирушити у подорож країною. Зрештою, вони оселилися вКукевіллі, штат Теннессі, через його близькість до університету. У лютому 1982 року вони придбали ферму на північ від Гейнсборо, штат Теннессі, яку згодом реконструювали.  

## Нагороди та відзнаки
Книга Дамероу Ice Cream! The Whole Scoop, видана у 1992 році, була номінована на премію Джеймса Берда за найкращу книгу про випічку та десерти.  The New York Times назвала її авторитетною книгою про морозиво. 

## Зовнішні посилання
- Офіційний сайт
- Профіль Encyclopedia.com